# Cyril Langevine
Cyril Langevine jr. (Georgetown, 16 agosto 1998) è un cestista guyanese con cittadinanza statunitense.

## Carriera
Dopo aver trascorso la carriera universitaria con i Rhode Island Rams, il 10 settembre 2020 firma il primo contratto professionistico con lo Jämtland. Il 15 luglio 2021 passa allo Śląsk Breslavia, che lascia il 1º febbraio seguente, legandosi allo W.M. Szczecin. Il 26 giugno 2022 firma con il Mitteldeutscher BC, venendo però rilasciato prima dell'inizio della stagione a causa di un grave infortunio muscolare alla coscia. Il 9 dicembre viene tesserato dal Lavrio.